# كابروني كا.2
كابروني كا.2 (بالإنجليزية: Caproni Ca.2)‏ هي طائرةٌ إيطاليَّة، صنعتها شركة كابروني للطائرات، وكان أول تحليقٍ لها في أواخر 1915.